# Torre del Reloj (Guayaquil)
La Torre del Reloj o Torre Morisca es una estructura ubicada en Guayaquil, República del Ecuador, que constituye uno de sus símbolos emblemáticos.

## Historia
La Torre Morisca o Torre del Reloj posee una historia que se remonta en el pasado hasta el siglo XVIII con varias construcciones en ubicaciones previas y la utilización de dos máquinas.

### La Primera Torre del Reloj
Los primeros indicios sobre un reloj público datan de mediados del siglo XVIII y correspondería a una máquina traída por los jesuitas.
El monasterio y colegio San Francisco Javier, fundado en 1705 por la orden de La Compañía de Jesús, duró hasta 1769 cuando tuvo que acatar el decreto del rey Carlos III de España del 27 de marzo de 1767 que ordenaba su salida de América. Ese sería el sitio donde estuvo ubicado el primer reloj mecánico traído a mediados del siglo XVIII por los jesuitas según describe el arquitecto Melvin Hoyos en su reseña histórica sobre el reloj público en la edición N.º 8 de la revista de la Junta Cívica de Guayaquil y en el boletín N.º 4 del Museo Municipal de Guayaquil. Hoyos se basa en datos de los historiadores Pedro José Huerta y Modesto Chávez Franco.
Esta versión no se confirma por alguna fuente de los jesuitas pues Mario Sicala, S.I. en su libro Descripción Histórico-Topográfica de la Provincia de Quito de la Compañía de Jesús hace la siguiente referencia a una torre con su campaña, no se específica si había reloj. Sin embargo, se la conocía como la Torre del Reloj.
La máquina funcionaba sobre una torre de madera separada del edificio principal. Esta torre fue desmontada y reconstruida por Salvador Sánchez Pareja en 1783, sobre el edificio del Cabildo a un costo de 600 pesos y fue conocida como la Torre de la Campana.
La propiedad de los jesuitas también fue conocida como la Casa de las Temporalidades y estuvo ubicada en la manzana que actualmente está demarcada por las calles Clemente Ballén, Pichincha, 10 de Agosto y Pedro Carbo.
En 1800, Santiago Espantoso compra la Casa de los Jesuitas con su torre, reloj y campana; el reloj funciona hasta 1829.
El 25 de febrero de 1817 se inaugura la espaciosa Casa del Cabildo, actualmente el Palacio Municipal. La construcción era de madera y estaba adosada al antiguo mercado de abastos con el que compartía la manzana. La sede del Cabildo tenía su fachada principal hacia el río y poseía tiendas en la planta baja para obtener ingresos por los arriendos. El ingeniero Luis Rico fue su constructor. En esta edificación se firma el Acta de Independencia de la ciudad, el 9 de octubre de 1820.
El Cabildo compra el reloj a Espantoso en 300 pesos y lo instala en la torrecilla añadida en el techo del nuevo edificio.
Desde su traslado el antiguo reloj no para de dar problemas, al parecer porque fue rearmado defectuosamente o porque en el traslado sufrió un daño que no pudo ser solucionado. Además, la escasez de fondos no ayudaba para darle un adecuado mantenimiento a la obra.
En 1837, el corregidor Juan de Avilés solicita al Cabildo la compra de una nueva máquina a la mayor brevedad posible, ya que el viejo reloj no funcionaba.
Hubo dificultades para conseguir los fondos que se requerían para dicha adquisición, hasta que finalmente Manuel Antonio de Luzárraga y Echezuria, un rico hombre de negocios español y figura ilustre de la independencia, dio en préstamo el monto necesitado por el Cabildo para que éste pudiera encargar a Inglaterra un nuevo reloj que reemplazara la antigua máquina.
El pedido del reloj se hizo bajo las siguientes condiciones:
1. Que su valor no exceda de mil quinientos pesos.
2. Que su maquinaria fuera construida de materiales lo suficientemente resistentes para sufrir y resistir el calor y la humedad.
3. Que las esferas fueran claras, de números latinos negros sobre campo blanco.
4. Que expresase las horas y cuartos con una campanada, cuyo sonido pueda oírse hasta una legua de distancia.
5. Que para sus dimensiones se tuvieran presentes las de la torre del edificio municipal, que eran 11 pies y 4 pulgadas de elevación y 9 pies con 7 pulgadas de diámetro y que, finalmente, el cable de las pesas no se desarrolle en una longitud mayor de 12 pies y 9 pulgadas.
El 10 de enero de 1839, el municipal Mariano Pérez pedía al ayuntamiento que se dispusiese el retiro del reloj a fin de quitar de la torre el peso que éste representaba para la deteriorada torre y proceder a la reparación de la misma.
Habiéndose comisionado al corregidor Bernal para la adquisición del nuevo reloj, este encargó la máquina en mayo de 1839 a la casa Santiago Moore French de Londres.
En 1842 por pedido del gobernador Vicente Rocafuerte, la Casa de Luzárraga le hizo a la ciudad un préstamo de 6.000 pesos, con los que se pudo adquirir en Inglaterra, un reloj para ser ubicado en el lugar que ocupaba el antiguo reloj de los jesuitas, sobre la Casa del Cabildo. Siendo este el mismo que actualmente da la hora en los altos de la Torre Morisca.
El 9 de septiembre de 1842 el corregidor de aquel entonces, José María Maldonado, anunció al Cabildo la llegada de la máquina. Un mes después, es decir, el 9 de octubre del mismo año, Vicente Rocafuerte inauguró el nuevo reloj que fue colocado en la torrecilla de la Casa del Cabildo, reemplazando la vieja máquina de los jesuitas.
El encargado de coordinar los trabajos de reparación de la torre y montaje del reloj fue Juan Francisco Icaza, que contó con varios colaboradores, entre ellos el maestro mayor de carpinteros José María Martínez Coello. Inicialmente se destinaron 200 pesos para costear la obra.
En 1902 ante la generalizada creencia de entonces de que las estructuras altas ayudaban a provocar incendios se desmontó el reloj y se eliminó la torre del edificio del Cabildo.
En 1905, el reloj fue trasladado con su torre hacia la cubierta del nuevo Mercado de la Orilla (construido frente a la Casa del Cabildo en la Orilla del Guayas) porque la Casa Consistorial amenazaba ruina desde algún tiempo atrás.
En 1909 se aumentó la altura de la torre del reloj en dos pisos más, llegando a cinco niveles con el objetivo de darle mayor visibilidad y permitir que las campanadas se escuchen en toda la ciudad.
El reloj público se mantuvo sobre el edificio del Mercado de la Orilla hasta 1920, cuando el Cabildo decidió eliminarlo y procurar otra ubicación para el reloj.
El reloj público estaba en lo alto de la Torre Morisca, ubicada en el Malecón, a la altura de la calle Diez de Agosto. Inicialmente el reloj permanecía en lo alto del cabildo colonial para después ser trasladado hasta la torre del mercado de abastos en 1921.
En 1921, el Concejo resolvió asignarle un sitio propio en el malecón, el 6 de junio de ese año la Municipalidad contrató la construcción de una torre de hierro revestida de cemento en un muro saliente del Malecón (emplazamiento del antiguo Muelle Municipal), frente a la avenida Díez de Agosto.
El Concejo Municipal, convocó a licitación el 13 de abril de 1921 «la construcción de una torre de fierro, revestida de cemento, de veintiocho metros de altura, en el muro del Malecón, que da frente a la Avenida 10 de Agosto; destinada a la colocación del Reloj Público. El costo de dicha obra no excederá de ocho mil sucres». La licitación fue ganada por el ingeniero Nicolas Virgilio Bardellini.
La nueva torre costaría 10.000 sucres y se construiría en un plazo de cinco meses.
El diseño lo realizó Nicolás Virgilio Bardellini Seminario quien también sería el encargado de la obra. El proyecto fue aprobado el 26 de julio, pero Bardellini falleció el 9 de agosto y se resolvió firmar un nuevo contrato con sus herederos.
El 22 de septiembre de 1921 se inició la construcción y fue inaugurada el 25 de abril de 1923. Esta torre tenía 23,5 metros de altura y estaba conformada por cuatro volúmenes cúbicos de tamaño creciente de abajo hacia arriba, con una cúpula en su punta. En el volumen superior se colocó la máquina del Reloj Municipal.
Esta edificación duró pocos años porque debió ser derruida por fallas en el cálculo de la estructura, la construcción no soportó su propio peso.
En 1927, el reloj fue desmontado y embodegado hasta nueva orden y la torre demolida. En 1930 se iniciaron las gestiones para construir una nueva torre para el reloj municipal enmarcadas dentro del proyecto de creación del Paseo de las Colonias.

## Actualidad

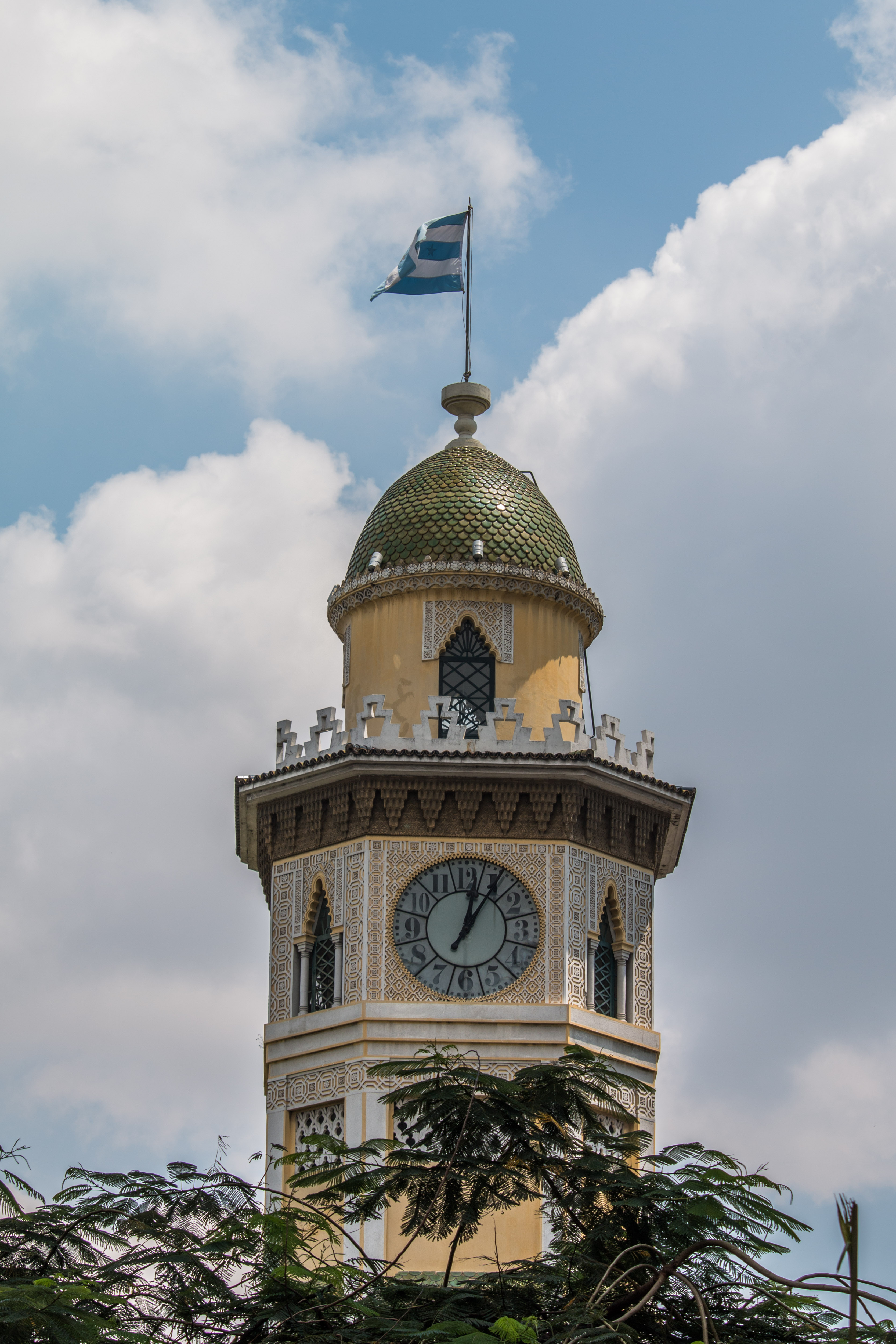
Extremo superior de la Torre del Reloj con la bandera de Guayaquil.

La actual torre del reloj fue construida a partir del 1 de agosto de 1930 e inaugurada el 24 de mayo de 1931.
En 1930 se establece construir la actual edificación llamada desde aquel entonces como «Torre Morisca» por el ingeniero Francisco Ramón y el arquitecto J. Pérez Nin y Landín. Posteriormente, en 1937, el Arq. Juan Orús Madinyá modificó la ornamentación exterior e interior, lo que le dio la identidad definitiva de Torre Morisca. El arquitecto Emilio Soro también colaboró en la ornamentación del edificio.
La torre de hormigón armado se eleva cuatro pisos sobre una base octogonal de unos 28 m² hasta rematar en una cúpula Árabe-bizantina que alcanza una altura de 23 metros.
Sobre el estilo de esta construcción única en la ciudad, es preciso señalar que se produce en la época posterior a las construcciones de los arquitectos italianos de inicios del siglo XX, en cuyos diseños predomina la influencia del neoclasicismo.
El 3 de junio de 2013, tras cien años sin funcionar, el reloj fue restaurado por la empresa mexicana «Relojes Olvera III Generación» de Zacatlán, Puebla, dejándolo listo para seguir su camino en el avance de las horas y tocando su campana de bronce cada hora. El experto en relojería Porfirio Becerra Santiago fue el encargado de los trabajos que concluyeron después de dos semanas.
Desde junio del 2023 la Torre Morisca está abierta al público de jueves a domingo de 10h00 a 17h00.